# Siobhan Dervan
 (juillet 2019).
Si vous disposez d'ouvrages ou d'articles de référence ou si vous connaissez des sites web de qualité traitant du thème abordé ici, merci de compléter l'article en donnant les références utiles à sa vérifiabilité et en les liant à la section « Notes et références ».
Siobhan Dervan Horgan, née le 22 décembre 1978, est une coureuse cycliste irlandaise.

## Palmarès sur route
- 2004
  -  Championne d'Irlande du contre-la-montre
- 2005
  -  Championne d'Irlande sur route
- 2006
  -  Championne d'Irlande sur route
- 2007
  -  Championne d'Irlande sur route
- 2008
  -  Championne d'Irlande sur route
  - 24e des championnats du monde sur route
- 2010
  - 2e du championnat d'Irlande sur route
  - 3e du Classic Féminine de Vienne Nouvelle-Aquitaine
- 2011
  -  Championne d'Irlande sur route
  - 2e du Grand Prix de Plumelec-Morbihan Dames
  - 2e du GP de Nogent l'Abbesse
- 2012
  - 2e du championnat d'Irlande sur route
  - 3e du championnat d'Irlande du contre-la-montre
- 2013
  -  Championne d'Irlande du contre-la-montre